# Сиваш Костянтин Митрофанович
Костянтин Митрофанович Сиваш (23 лютого 1924, м. Конотоп Чернігівської губернії (нині Сумської області) — 9 квітня 1989, м. Москва) — ортопед-травматолог, доктор медичних наук (1965), професор (1967), заслужений Винахідник РРФСР (1969), лауреат Державної премії СРСР (1974).

## Біографія
Народився у сім'ї службовця. З Конотопу Сумської області України, де народився Костянтин родина Сиваша переїхала у Підмосков'я. Навчався він чудово і рано виявив інтерес до техніки. У 1941 році закінчив середню школу у Наро-Фоминському районі Московської області. Вступив до Московського технологічного інституту легкої промисловості, але після початку Німецько-радянської війни він добровольцем вступив у армію і брав участь у боях під час оборони Москви, а потім закінчив прискорений курс Рязанського піхотного училища (1942-1943). Після училища його направили на Брянщину заступником командира 40-го гвардійського стрілецького полку 11-ї стрілецької дивізії. У черговому бою Костянтин Сиваш був важко поранений і два довгі роки лікувався в різних госпіталях, що спонукало його до вибору професії лікаря.
У 1944-1949 роках навчався у 1-й Московському медичному інституті ім. Сєченова на лікувальному факультеті.
Протягом 1949-1957 років працював молодшим науковим співробітником у Московському дослідному інституті туберкульозу. У 1956 році захистив кандидатську дисертацію.
У 1957-1962 роках — старший науковий співробітник, керівник інженерно-конструкторської лабораторії № 4 Всесоюзного науково дослідного інституту хірургічної апаратури та інструментів, y 1962-1986 керівник науково-технічного відділу та клініки ендопротезування Центрального науково-дослідного інституту травматології та ортопедії (ЦІТО).
Автор 4 монографій, понад 200 наукових статей, 56 винаходів, 20 іноземних патентів на винаходи. Його праці присвячені хірургічному лікуванню кістково-суглобового туберкульозу, ортопедо-травматологічних захворювань та їхніх наслідків, застосуванню різних конструкцій складних протезів, апаратів.
Розроблений колективом вчених під керівництвом К. М. Сиваша металевий тазостегновий суглоб (суглоб системи К. М. Сиваша) спроможний відновити рух навіть у випадках тяжких захворювань. Цей винахід визнаний пріоритетним і використовується у багатьох країнах світу.
Помер 9 квітня 1989 року у Москві.

## Відзнаки і нагороди
Лауреат Державної премії СРСР 1974 року за створення та впровадження в медичну практику штучного титано-кобальтового тазостегнового суглоба (суглоб системи К. М. Сиваша.
Лауреат премії Ради Міністрів СРСР за використання титанових сплавів у травматології та ортопедії (1990 р., посмертно).
Нагороджений орденами Вітчизняної війни I та II ст., медалями, золотими і срібними медалями ВДНГ СРСР, знаком «Відмінник охорони здоров'я», заслужений Винахідник РРФСР, 1969.

## Праці
- Сиваш К. М. Аллопластика тазобедренного сустава: монография / К. М. Сиваш. — Москва: Медицина, 1967. — 196 с.
- Сиваш К. М. К методике остеосинтеза при резекции коленного сустава по поводу туберкулеза: (Клинико-экспериментальное исследование): автореферат диссертации на соискание ученой степени кандидата медицинских наук / Константин Митрофанович Сиваш. — Москва, 1956. — 15 с.
- Сиваш К. М. Костно-суставной туберкулез: (Профилактика и лечение) / Константин Митрофанович Сиваш. — Москва: Медгиз, 1961 г. — 67 с.
- Сиваш К. М. Метод полной замены тазобедренного сустава металлическим при анкилозирующем спондилоартрите: автореферат диссертации на соискание ученой степени доктора медицинских наук / Сиваш Константин Митрофанович. — Москва, 1965 г. — 20 с.
- Сиваш К. М. Новая техника при остеосинтезе / К. М. Сиваш. — Москва: Медицина, 1979. — 47 с.
- Сиваш К. М. Новый метод резекции коленного сустава: монография / К. М. Сиваш. — Москва: МЕДГИЗ, 1960. — 84 с.